# 2015年斯里蘭卡總統選舉
2015年斯里蘭卡總統選舉於2015年1月8日進行投票。現任總統、统一人民自由联盟候選人马欣达·拉贾帕克萨謀求第二次連任，受到前衛生部長、以斯里兰卡统一国民党為首的反對派聯盟候選人邁特里帕拉·西里塞納挑戰。
本次選舉共有19人參選，採取排序複選制，選民在選票上可選擇第一、第二和第三人選各一人。
西里塞納以51.28%的得票率擊敗得47.58%的拉賈帕克薩，當選為新一屆總統。拉賈帕克薩承認落敗。